# Thomas Stonor (7e baron Camoys)
Pour l’article homonyme, voir Thomas Stonor (3e baron Camoys).
Ralph Thomas Campion George Sherman Stonor (né le 16 avril 1940 et mort le 4 janvier 2023), est un pair et banquier britannique qui est Lord-chambellan du Royaume-Uni de 1998 à 2000, et le premier Lord chambellan catholique depuis la Réforme.

## Biographie

### Jeunesse
Thomas Stonor est le fils de Sherman Stonor (6e baron Camoys) et de Mary Jeanne, fille de Herbert Marmaduke Stourton. Du côté de son père, il est un descendant des Talbot comtes de Shrewsbury, des Nevills d'Abergavenny et, par une lignée illégitime, des de la Pole, ducs de Suffolk. Il est un descendant direct du Premier ministre britannique Robert Peel dont la fille Eliza a épousé l'hon. Francis Stonor. Du côté de son père, il est un descendant de la famille qui a fondé la Brown University dans le Rhode Island aux États-Unis. Du côté de sa mère, il descend de Charles II d'Angleterre et d'Écosse par la fille illégitime de ce monarque, Charlotte Lee, comtesse de Lichfield.
Il fait ses études au Collège d'Eton et Balliol College de l'Université d'Oxford, où il obtient une maîtrise et un diplôme en histoire moderne .

### Carrière
Thomas Stonor fait carrière dans le secteur bancaire. Il est directeur général / directeur de National Provincial and Rothschild (London) Ltd en 1968, et directeur général de Rothschild Intercontinental Bank Ltd. en 1969. Après le rachat de Rothschild Intercontinental Bank par American Express en 1975, il est nommé PDG d'Amex Bank Ltd, 1975–77, et président entre 1977–78. Lord Camoys est directeur général de la Barclays Merchant Bank de 1978 à 1984 et vice-président exécutif de 1984 à 1986.
Après les réformes généralisées des structures financières de la City de Londres en 1986 (Big Bang) Barclays Merchant Bank devient Barclays de Zoete Wedd (BZW), dont Lord Camoys est le premier directeur général de 1986 à 1988 et vice-président de 1988 à 1998. BZW devient plus tard Barclays Capital. Il est administrateur de Barclays Bank International Ltd entre 1980–84 et de Barclays Bank Plc entre 1984–94.
Lord Camoys est président de Jacksons of Piccadilly de 1968 à 1985. Il est vice-président de Sotheby's de 1993 à 1997. Il est administrateur de Mercantile Credit Co Ltd de 1980 à 1984, de la National Provident Institution de 1982 à 1993, de l'Administrative Staff College de 1989 à 2000, de 3i Group Plc de 1991 à 2002 et de Perpetual de 1994 à 2000. Il est président de la Mail Users Association de 1977 à 1984. Il est membre de la Cour des Assistants de la Fishmongers Company depuis 1980. Il est commissaire de la Régate royale de Henley depuis 1978 et président du River and Rowing Museum depuis 1997.
Après la mort de son père, il devient le 7e Lord Camoys ainsi que membre de la Chambre des lords le 8 mars 1976. Il est membre du comité restreint de la Communauté économique européenne (CEE) entre 1979 et 1981, et membre de la Commission des bâtiments et monuments historiques pour l'Angleterre de 1985 à 1987 (aujourd'hui patrimoine anglais) et de la Commission royale sur les manuscrits historiques de 1987 à 1994.
Il est Lord-in-waiting de 1992 à 1997 pour la reine Élisabeth II, et il est Lord in Waiting permanent depuis 2000. Il est Lord-chambellan du Royaume-Uni de 1998 à 2000, date à laquelle il prend sa retraite en raison de problèmes de santé. Il succède à David Ogilvy (13e comte d'Airlie) et est remplacé par le baron Luce. Il est le premier Lord-chambellan catholique romain depuis la Réforme .
Il est consultant de l'administration du patrimoine du Saint-Siège de 1991 à 2006. Lord Camoys est président de The Tablet Trust en juin 2009 .
Lord Camoys estfait Chevalier Grand-Croix de l'Ordre royal de Victoria (GCVO) en 1998, et conseiller privé (CP) la même année. Il est lieutenant adjoint (DL) de l'Oxfordshire depuis 1993. En 2006, il est fait chevalier grand-croix de l'ordre pontifical de Saint-Grégoire le Grand (GCSG) par Benoît XVI.

### Mariage et famille
Thomas Stonor épouse Elisabeth Mary Hyde Parker, fille de Sir William Hyde Parker, 11e baronnet de Melford Hall, Suffolk, en 1966. Le couple a : 
- Alina Mary Stonor (née en 1967) - elle épouse Simon Barrowcliff en 1994; le couple a trois enfants.
- Emily Mary Julia Stonor (née en 1969) - elle épouse John Dalrymple (14e comte de Stair) (né en 1961) en 2006; le couple a deux fils et une fille.
- Sophie Ulla Stonor (née le 29 septembre 1971) - elle épouse James Alastair Stourton, fils cadet de Charles Stourton (26e baron Mowbray), en 1993; le mariage est dissous par annulation en 1997; elle se remarie en 2001 à un noble bavarois, Moritz Florian Maria Freiherr von Hirsch; le couple a deux fils.
- (Ralph) William Robert Thomas Stonor (né le 10 septembre 1974), héritier de la baronnie - il épouse, en 2004, Lady Ailsa Fiona Mackay, la fille cadette de Peter Mackay (4e comte d'Inchcape) (en) ; le couple a deux fils et une fille.

La maison ancestrale de Lord Camoys est Stonor Park à Henley-on-Thames (Oxfordshire).